# Лалиньхэ
Лалиньхэ́ (кит. упр. 拉林河) — река в китайских провинциях Хэйлунцзян и Гирин, правый приток Сунгари.

## Исторические названия
Название Лалинь происходит из маньчжурского языка. В исторических документах река также фигурирует под названиями Лайлюшуй (涞流水, 来流水) и Цылиньхэ (剌林河). В эпоху империи Цин реку стали именовать Лалиньхэ или Ланьлиньхэ (兰林河). Все эти названия являются китайскими транскрипциями маньчжурских слов, означающих радостные чувства.

## География
Река берёт своё начало на западном склоне хребта Чжангуанцайлин, течёт на север сквозь уезд Учан, а затем поворачивает на запад, обходя с юга Шуанчэн (здесь по ней проходит граница между провинциями Хэйлунцзян и Гирин), и впадает в Сунгари.
В верховье имеется крупное водохранилище.